# Peniarth 51
Peniarth 51, también conocido como Llyfr Gwilym Tew (en español: 'el libro de Gwilym Tew'), es un manuscrito en galés escrito en la segunda mitad del siglo XV. Fue redactado en su mayor parte por el bardo Gwilym Tew. Aunque se sabe que Gwilym escribió otros manuscritos, el Peniarth 51 es el único manuscrito completo que puede probarse que es obra suya. Se conserva en la Biblioteca Nacional de Gales, en Aberystwyth, como parte de la colección de los Manuscritos Peniarth.
Los textos contenidos en el manuscrito incluyen un vocabulario poético compilado por Gwilym, basado en fuentes como el Libro de Aneirin, que poseía en aquel momento, y Bwystori Serch, su propia traducción del texto francés Bestiaire d'Amour de Richard de Fournival. También se incluyen los tríadas históricas galesas y poesía de Dafydd ap Gwilym, Iolo Goch y Rhys Brydydd.
Durante el siglo XVI, el manuscrito fue propiedad del poeta y genealogista Gruffudd Hiraethog, quien podría haberlo adquirido de su amigo y maestro Lewys Morgannwg. La firma del poeta Roger Kyffin (c. 1587 – 1609), oriundo de Denbighshire, también aparece en el manuscrito. Posteriormente pasó a formar parte de la biblioteca Hengwrt de Robert Vaughan, y más tarde, de la biblioteca Peniarth.